# Maria de l'Assumpció de Bragança i de Borbó
Maria de l'Assumpció de Bragança i de Borbó   (Queluz, 25 de juny de 1805 - Santarém, 7 de gener de 1834) va ser una infanta de Portugal.
Va néixer al Palau Reial de Queluz el 23 de juliol de 1805. Oficialment era filla de Joan VI de Portugal i de Carlota Joaquima de Borbó, tanmateix, moltes fonts de l'època indiquen, com altres germans seus, la infanta va ser una filla il·legítima, tot i que reconeguda pel monarca, fruit d'una relació extramatrimonial de la seva mare amb algun dels diversos amants que va tenir, atès que el mateix rei va afirmar que no havia mantingut relacions sexuals amb la reina almenys dos anys i mig abans del naixement dels seus fills. Va ser batejada el 15 d'agost a la capella reial de palau, una cerimònia oficiada per José Francisco de Mendonça, patriarca de Lisboa.
Va estar molt unida al seu germà Miquel i va romandre al seu costat quan es va fer amb la corona portuguesa. L'afecte que els unia era tal que els adversaris polítics de l'infant van fer córrer rumors escandalosos sobre la seva relació. Hom afirma que mai va aprovar les mesures violentes del seu germà, però que la infanta no va tenir prou influència per fer-lo canviar de rumb. Quan els constitucionalistes van ocupar la ciutat de Lisboa, Assumpció va abandonar la capital i es va retirar a Santarém amb les tropes que donaven suport a Miquel. Va morir en aquesta població el 7 de gener de 1835. víctima de l'epidèmia de còlera regnant a Portugal.
Va ser condecorada amb la Gran Creu de l'Orde de la Immaculada Concepció de Vila Viçosa i dama de l'Orde Reial de Santa Isabel.